# Eduardo Scarpetta

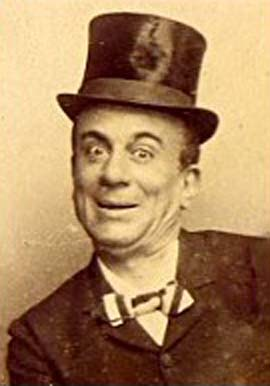

Eduardo Scarpetta (Nápoles, 13 de marzo de 1853 - 29 de noviembre de 1925) ha sido uno de los más importantes actores y autores del teatro napolitano en el final del siglo XIX y principios del siglo XX. 
Especializado en traducir al napolitano muchísimas pochade francesas, su comedia más famosa, Miseria e nobiltà es paradójicamente también la única original de su repertorio. 
Padre de Vincenzo Scarpetta, Eduardo De Filippo, Peppino De Filippo y Titina De Filippo.

## Obras
1875 

Gelusia ovvero Ammore spusalizio e gelusia.

1876
 Ov'è mammà?

'Na commedia 'e tre atte.

Quinnice solde so'cchiù assaie de seimilalire.

È buscia o verità?

1877

Felice maestro di callegrafia, ovvero, Lu curaggio de nu pumpiere napulitano.

1879

Feliciello e Feliciella.

Li testamenti di Parasacco.

La collana d'oro.

1880

L'Accademia disturbata.

Le treccia dell'Imperatore.

La Presentazione de 'na compagnia ovvero Felice direttore di compagnia.

Tetillo (da  Bebé di A. N. Hennequin).

Mettiteve a fa l'ammore cu me! (da Fatemi la corte di Salvestri).

Li Piscivinnole napulitane.

Tric Trac (da  Tric Trac di Guarino); Lu pescecane; 'Nu zio ciuccio e ne nepote scemo (da Il finto médico di F. Cerlone)

Duje marite 'mbrugliune (da Les Dominos roses di A.N. Hennequin e Delacour).

Bazzicotto.

Il non plus ultra della disperazione ovvero La Battaglia del Rigoletto; I duelli; Lu Pagnottino. 

1881

Lo scarfalietto (da La Boule di Meilhac e Halévy).

Vi' che m'ha fatto freteme.

Tetillo 'nzurato.

Le Bravure di Don Felice.

La posta in quarta página.

Tre pecore viziose.

L'amico 'e papà.

'No pasticcio.

La casa número sette.

1882

Il romanzo di un farmacista povero.

'A fortuna 'e Feliciello.

Nun la trovo a mmaretà.

La nutriccia.

Fifì.

'No quartino a lu quinto piano.

'Na commedia a vapore.

1883

'Nu frongillo cecato.

Amore e polenta.

Na paglia 'e Firenze.

'Na furnata de paura.

'Na tombola 'e duemila lire.

'Nu buono giuvinotto.

S'ha da dì o no?

La signorina Piripipì.

'Nu casino sotto a lu Vesuvio.

1884

'Na capa sciacquata.

La calamita.

'Nu brutto difetto.

'Na matassa 'mbrugliata.

1885

'Na società 'e marite.

Un'Agenzia di matrimoni.

Li nepute de lu Sinneco.

Lu Marito de Nannina.

1886

'O viaggio 'e nozze.

1887

'Nu bastone 'e fuoco.

1888

Miseria e Nobiltà.

'Nu turco napulitano.

1889

Lu Miedeco de li femmene ovvero Il dottor Suricillo.

'Na Santarella.

Girolino e Pirolé.

1890

Pazzie di Carnevale.

Il Matrimonio di stella.

Casà Bignè

'Na stampa e doje figure.

1891

Il capitano Saetta.

1892

Guerra agli uomini.

Cocò.

1893

'Na mugliera scurnosa.

Lu Cafè Chantant.

Li Cafune a Napule.

Lily e Mimì.

1894

'Nu ministro mmiezzo a li guaie.

Li mariuole overo La Contessa tre cape.

Farfariello.

Tre cazune furtunate.

1895

'Na bona Guagliona.

La casa vecchia.

1896

La Bohème.

I Tre soci.

L'Albergo del Silenzio.

1897

Le due stelle.

Casa Pipiton.

La Belle Sciantose.

Zetiallo, vidovo e nzurato.

'Na mascatura inglese.

1898

Nina Boné.

Nu cane bastardo.

1899

Madama Ficcarelli.

'Na creatura sperduta.

La Pupa mobile.

'A cammerera nova.

Duje chiapparielle.

'Na figliola romántica.

1900

'A figlia 'e don Gennaro.

'A Nanassa.

1901

Cane e gatte.

Tutti in viaggio.

Il debutto di Gemma.

1902

Carcere e Matrimonio.

'A Mosca.

Madama Rollè.

Madama Sangenella.

'O Balcone 'e Rusinella.

1903

'Na mugliera africana.

'Nu figlio a pusticcio.

Il processo fiaschella.

Li Mmale lengue.

1904

'Nu core d'angelo.

Il figlio di Iorio.

1905

La geisha.

1907

'Na mugliera zetella.

'Na brutta pazzia.

1908

'O miedeco d'e pazze.

1909

La coda del diavolo.

1915

Tre epoche.

1923

Nu disastro ferroviario.

1924

Woronoff.

## Enlaces
- Eduardo Scarpetta – Web oficial de la familia

- Datos: Q698096
- Multimedia: Eduardo Scarpetta / Q698096